# Lipa (stacja kolejowa)
Lipa – stacja kolejowa w Lipie, w gminie Zaklików, w powiecie stalowowolskim, w województwie podkarpackim, w Polsce. Wybudowana w 1914 roku jako stacja na linii łączącej Lublin z Galicją.

## Ruch pasażerski
| Rok  | Wymiana pasażerska na dobę |
| ---- | -------------------------- |
| 2017 | 10-19                      |
| 2022 | 20-49                      |

Posiada rozbudowany układ torowy, w skład którego wchodzą m.in. trzy tory główne. Znajduje się tu jeden peron pomiędzy torami nr 1 i 2. Dworzec na stacji jest nieczynny, a górne kondygnacje są zajęte przez mieszkańców. Oprócz torów głównych istnieją także tory boczne, prowadzące m.in. do rampy i placu ładunkowego, jak również bocznica do pobliskiej nasycalni podkładów kolejowych. Do roku 2019 ruch prowadzony był przez dwie nastawnie: „Lp” (od strony Zaklikowa) i „Lp1” (od strony Stalowej Woli) – nastawnia ,,Lp1” została zburzona, ponieważ zostało utworzone Lokalne Centrum Sterowania. Nastawnia „Lp” obsługuje także przejazd kolejowy z zaporami. Jest po 5 odjazdów w obu kierunkach.
Przedostatnia duża stacja na trasie z Lublina do Rozwadowa. Wiosną 2019 roku ruszyły prace polegające na elektryfikacji i kompleksowej modernizacji stacji. Dotychczas zdemontowano stare semafory kształtowe, przebudowano obydwie głowice rozjazdowe, wymieniono też nawierzchnię torów nr 1 i 2, jak również wyremontowano peron. W nastawni dysponującej uruchomione zostało LCS, które steruje ruchem zarówno w Lipie, jak i w Zaklikowie.